# Breathing (chanson de Jason Derulo)
Pour les articles homonymes, voir Breathing.
Singles par Jason Derülo
It Girl
(2011) Test Drive
(2011)
Pistes de Future History
It Girl Be Careful
Breathing est une chanson du chanteur américain Jason Derülo extrait de son 2e album studio Future History (2011). La chanson a été écrite par Derülo, Jacob Luttrell, Lauren Christy, Julian Bunetta, Krassimir Tsvetano Kurkchiyski, Shope Trad, Folksong Thrace et produit par DJ Frank E. Breathing est d'abord sorti sous format numérique le 9 septembre 2011, il s'agit du 3e single promotionnel de l'album. Le 24 octobre 2011, le format radio sort en Australie. Breathing est utilisé en 3e single en Australie tandis qu'au Royaume-Uni Fight for You est utilisé en 3e single.

## Liste des pistes
- Téléchargement numérique

1. "Breathing" – 3:54

- Royaume-Uni Digital EP

1. "Breathing" – 3:54
2. "Breathing" (JRMX Radio Edit)
3. "Breathing" (JRMX Club Mix)
4. "Breathing" (TRC Remix)
5. "Breathing" (Instrumental)

- Allemagne CD

1. "Breathing" – 3:54
2. "Breathing" (Michael Mind Project Remix)

## Crédits et personnels
Crédits extraits des lignes de note de la pochette album de Future History.
| - Julian Bunetta – auteur-compositeur - Lauren Christy – auteur-compositeur - Jason Desrouleaux – chanteur, auteur-compositeur - DJ Frank E – drums and synth programming, keyboard, réalisateur - Chris Galland – mixage assistant | - Krassimir Tsvetano Kurkchiyski – auteur-compositeur - Jacob Luttrell – keyboard, auteur-compositeur - Eric Madrid – mixage assistant - Manny Marroquin – mixage audio - Folksong Thrace – auteur-compositeur - Shope Trad – auteur-compositeur |

## Classements et certifications
| Classement (2011–2012)           | Meilleure position |
| -------------------------------- | ------------------ |
| Australie (ARIA)                 | 9                  |
| Australie Urban Singles Chart    | 4                  |
| Autriche (Ö3 Austria Top 40)     | 8                  |
| Bulgarie Airplay Chart           | 1                  |
| République tchèque Airplay Chart | 67                 |
| Pays-Bas (Dutch Top 40)          | 28                 |
| France (SNEP)                    | 28                 |
| Allemagne                        | 8                  |
| Irlande Classement single        | 19                 |
| Nouvelle-Zélande (RMNZ)          | 28                 |
| Écosse                           | 21                 |
| Slovaquie Airplay Chart          | 6                  |
| Espagne PME chart                | 43                 |
| Suisse Classement single         | 7                  |
| Royaume-Uni UK R&B Chart         | 9                  |
| Royaume-Uni UK Singles Chart     | 25                 |
| États-Unis Pop Songs (Billboard) | 28                 |

| Classement (2011)           | Position |
| --------------------------- | -------- |
| Australie Classement single | 91       |

| Pays           | Certifications |
| -------------- | -------------- |
| Australie ARIA | 2 × Platine    |
| Suisse IFPI    | Or             |

## Historique de sortie
| Pays       | Date             | Format                   |
| ---------- | ---------------- | ------------------------ |
| Autriche   | 9 septembre 2011 | Téléchargement numérique |
| Belgique   | 9 septembre 2011 | Téléchargement numérique |
| Canada     | 9 septembre 2011 | Téléchargement numérique |
| Danemark   | 9 septembre 2011 | Téléchargement numérique |
| France     | 9 septembre 2011 | Téléchargement numérique |
| Allemagne  | 9 septembre 2011 | Téléchargement numérique |
| Pays-Bas   | 9 septembre 2011 | Téléchargement numérique |
| Suède      | 9 septembre 2011 | Téléchargement numérique |
| Suisse     | 9 septembre 2011 | Téléchargement numérique |
| États-Unis | 9 septembre 2011 | Téléchargement numérique |

| Pays      | Date            | Format |
| --------- | --------------- | ------ |
| Australie | 24 octobre 2011 | Radio  |